# مهووسة (فلم 2009)
مهووسة (بالإنجليزية: Obsessed) هو فيلم تم إنتاجه في الولايات المتحدة سنة 2009.

## وصلات خارجية
- الموقع الرسمي
- مقالات تستعمل روابط فنية بلا صلة مع ويكي بيانات